# Hvannadalshnjúkur
Hvannadalshnjúkur o Hvannadalshnúkur es un pico en el noreste del volcán Öræfajökull y el punto más elevado de Islandia. 

## Geografía
Una medición oficial concluida en agosto de 2005 estableció la altura del Hvannadalshnjúkur en 2109,6 m s. n. m. (anteriormente se consideraba que medía 2119 m). Se encuentra en la región oriental de Austurland.
El pico forma parte del Parque nacional Skaftafell.

## Ascenso a la cima
La ruta hasta la Cima es una conocida travesía que se recorre en compañía de guías profesionales debido a las numerosas grietas ocultas existentes.